# William McMullen
William McMullen est un syndicaliste et homme politique irlandais né en 1888 et mort en 1982.

## Biographie
Né dans une famille protestante de Belfast, McMullen commence à travailler dans les chantiers navals et devient un syndicaliste actif. Il rencontre James Connolly en 1910 et devient par la suite son principal soutien à Belfast, agissant en tant que premier président du parti travailliste irlandais dans la ville. Devenu représentant à plein temps du Syndicat irlandais des transports et des travailleurs généraux (ITGWU), McMullen est un fervent opposant à la partition de l'Irlande.
Aux élections générales d'Irlande du Nord de 1925, McMullen se présente à Belfast Ouest pour le Parti travailliste d'Irlande du Nord (en). Bien qu'il arrive en bas du scrutin, il est élu - en raison du scrutin à vote unique transférable utilisé en Irlande du Nord - grâce aux transferts provenant de Joe Devlin, le seul candidat du Parti nationaliste d'Irlande du Nord (en). Au Parlement, il défie le parti unioniste d'Ulster à propos du chômage, et en 1928, il rejoint le reste du parti en sortant de la salle, ce qui entraînera leur suspension. Il est également président de l'Irish Trades Union Congress (en) de 1927 à 1928.
À la suite de la restructuration des circonscriptions, McMullen se présente à Belfast Falls en 1929. Le Parti nationaliste présentait au même moment le publicain Richard Byrne. Joe Devlin propose alors à McMullen de lui garantir un siège au Sénat d'Irlande du Nord s'il se retire, mais McMullen refuse l'offre. Il produit un journal, The Northern Worker, affirmant que Byrne est un marchand de sommeil. Byrne obtient cependant une injonction pour arrêter la distribution deux jours avant l'élection et bat McMullen d'environ 1 400 voix.
En 1934, McMullen est un partisan du mouvement du Congrès républicain, une scission de gauche de l'Armée républicaine irlandaise, se présentant sans succès à Belfast Central lors d'une élection partielle. Il déménage ensuite à Dublin pour occuper un poste de président de l'ITGWU. Après les élections générales irlandaises de 1951, il est élu à Seanad Éireann au sein du Panel du travail. Il est déclaré en faillite par la Haute Cour le 16 septembre 1952, ce qui lui fait automatiquement perdre son siège, bien qu'il se soit rapidement libéré de sa faillite. Il est réélu sans opposition le 4 février 1953 lors de l'élection partielle pour combler la vacance. Le 1er septembre 1953, il démissionne pour rejoindre le conseil d'administration de Córas Iompair Éireann (en).

## Sources
1. 1 2 3  Michael Farrell, Northern Ireland: The Orange State
2. ↑  Northern Ireland Parliamentary Elections Results: Biographies
3. ↑  (en) « Prelude », Seanad Éireann debates, Oireachtas, 14 août 1951 (consulté le 2 octobre 2018)
4. ↑  (en) Seanad Committee on Procedure and Privileges, « Report - Question of the Effect of Senator William McMullen's bankruptcy on his membership of the Seanad », Archive: Committee Reports, Oireachtas, 29 octobre 1952 (consulté le 2 octobre 2018); (en) « Report of Committee on Procedure and Privileges—Motion », Seanad Éireann debates, Oireachtas, 10 décembre 1952 (consulté le 2 octobre 2018)
5. ↑  « Union chief in Senate again », The Irish Times,‎ 5 février 1953 (lire en ligne, consulté le 10 avril 2020); (en) « Election of Senators », Seanad Éireann debate, Oireachtas, 25 février 1953 (consulté le 10 avril 2020)
6. ↑  « William McMullen », Oireachtas Members Database (consulté le 1er janvier 2020)